# Rutilia cryptica
Rutilia cryptica är en tvåvingeart som beskrevs av Crosskey 1973. Rutilia cryptica ingår i släktet Rutilia och familjen parasitflugor. Inga underarter finns listade i Catalogue of Life.